# Naso unicornis
Naso unicornis – gatunek morskich ryb okoniokształtnych z rodziny pokolcowatych i rodzaju Naso.

## Występowanie

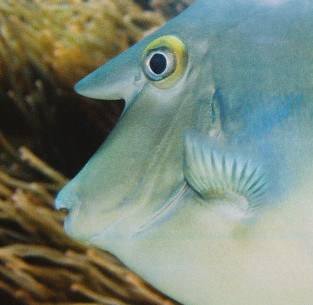
Narośl w kształcie rogu

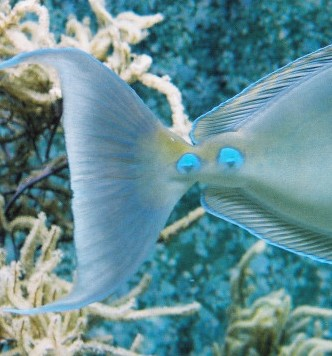
Podwójne ostre kolce u nasady ogona

Ocean Indyjski i Spokojny: Morze Czerwone, wybrzeże Afryki Wschodniej, poprzez Hawaje aż po południową Japonię. Przebywa przy lagunach i  stromych rafach koralowych na głębokości od 1 do 180 m, w bardzo wzburzonych wodach o temperaturze od 26 °C do 29 °C. 

## Opis
Wielkość: Samiec – maksymalna długość: 70 cm, najczęściej jednak osiąga długość około 50 cm.
Wygląd: Brak wyraźnego dymorfizmu płciowego, jedynie u starszych samców bardzo często róg i kolce są nieco bardziej wykształcone niż u samic. 
Podobnie jak wszystkie pokolcowate,  ma wydłużone owalne  i bocznie spłaszczone ciało.  Na czole powyżej nosa ma charakterystyczną dla tego rodzaju wypukłą narośl w kształcie rogu, która osiąga długość 8 cm. Natomiast u nasady płetwy ogonowej ma nieruchome wyrostki po dwa z każdej strony, przypominające ostry skalpel.  Kolce te służą  do obrony i walki z innymi osobnikami tego samego gatunku. Od tych ostrych kolców przypominających ostre narzędzie chirurgiczne pochodzi nazwa tej  rodziny, natomiast  jej angielski odpowiednik to surgeonfish – ryba chirurg. Ciało barwy od szaroniebieskiej do szarobrązowej. Po bokach wzdłuż całego ciała przebiegają nieco ciemniejsze pasy.

## Zachowanie
Cały swój czas spędza na poszukiwaniu pokarmu. Żywi się głównie zooplanktonem, na który poluje w pobliżu raf koralowych. Na ogół żyje samotnie, ewentualnie w parach.  Jest rybą silnie terytorialną i agresywną nawet w stosunku do przedstawicieli tego samego gatunku.

## Hodowla w akwarium
Ze względu na wielkość i ruchliwość, ryby te nie nadają się do przeciętnego akwarium. Są niestrudzonymi pływakami  i dlatego wymagają  dużo miejsca do pływania. Można je czasem zobaczyć w akwariach publicznych. Największy okaz tej ryby sprowadzono do Polski  w 2008 roku do Instytutu Akwarystyki Morskiej w Krakowie. Samiec o długości 60 cm,  którego nazwano Romeo, pochodzi z Oceanu Indyjskiego  i jest  ulubieńcem publiczności oraz pracowników.  Karmiony jest głównie suszonymi glonami, które zjada nawet z ręki swych opiekunów.